# Лоцмейстер
Лоцмейстер — портовое должностное лицо, отвечающее за расстановку  и исправность плавучих средств сигнализации навигационной обстановки на водных путях (каналах, фарватерах) и в акваториях внешнего и внутреннего рейдов. В тех местах, где лоцмейстера не положено по штатному расписанию, его обязанности выполняет лоц-командир или капитан судна, временно или постоянно назначенного для несения лоцмейстерской службы.